# Pierre Bouguer
Pierre Bouguer (fr) (16 de fevereiro de 1698, Le Croisic – 15 de agosto de 1758, Paris) foi um matemático, geofísico, geodesista e astrônomo francês. Também é conhecido como "o pai da arquitetura naval".

## Carreira

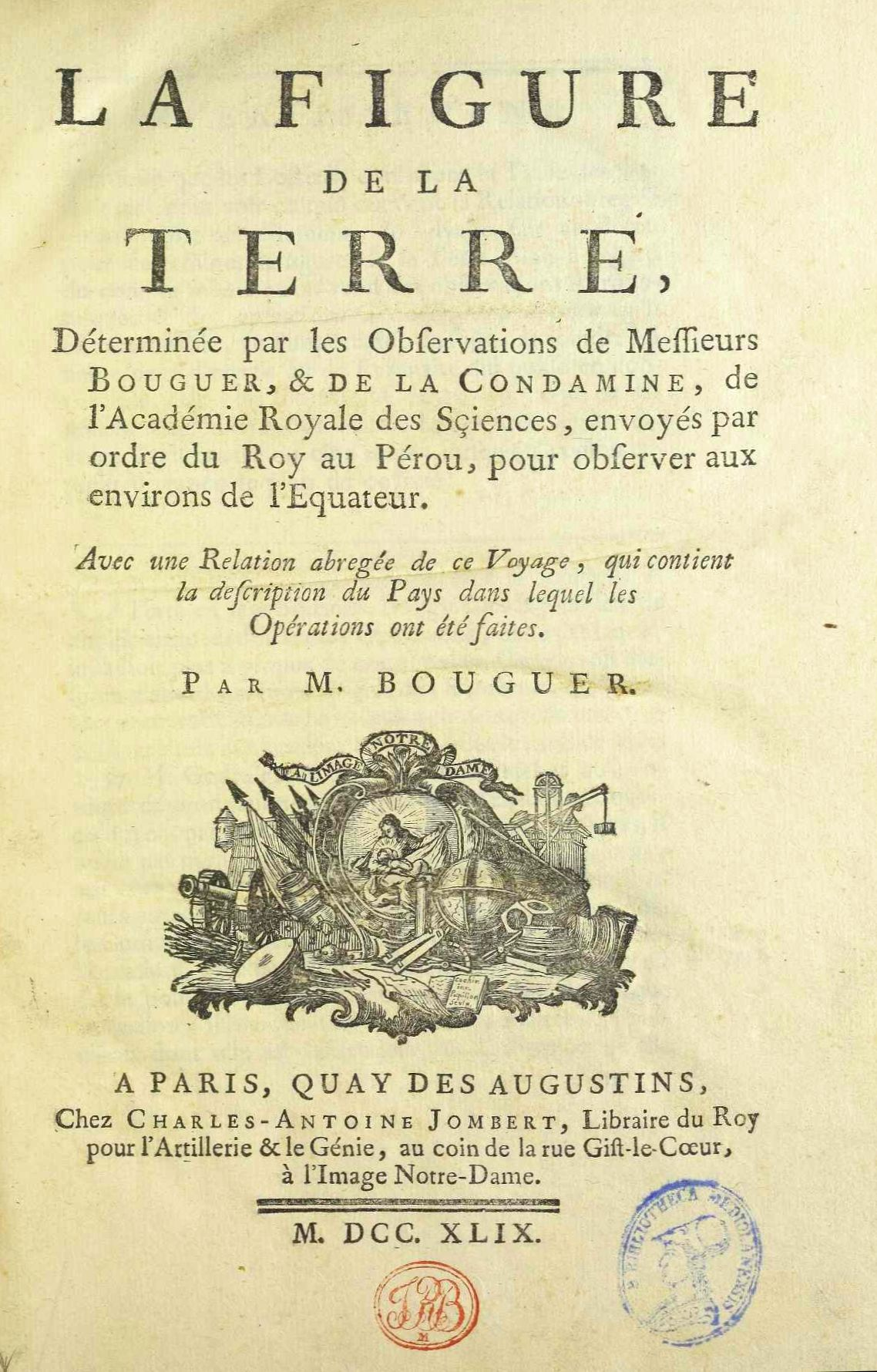
La Figure de la terre, 1749

O pai de Bouguer, Jean Bouguer, um dos melhores hidrógrafos de sua época, ocupou a cátedra régia de hidrografia em Le Croisic, na região da Baixa Bretanha, e foi autor de um tratado sobre navegação. Ele ensinava seus filhos Pierre e Jan em casa, além de oferecer aulas particulares. Em 1714, com apenas 16 anos, Pierre foi nomeado sucessor de seu falecido pai como professor de hidrografia. Em 1727, conquistou o prêmio concedido pela Academia Real de Ciências da França por seu trabalho On the masting of ships, superando Leonhard Euler; e obteve outros dois prêmios, um pela dissertação On the best method of observing the altitude of stars at sea e outro por On the best method of observing the variation of the compass at sea. Esses trabalhos foram publicados no Prix de l'Académie des Sciences.
Em 1729, publicou Essai d'optique sur la gradation de la lumière, cujo objetivo era definir a quantidade de luz perdida ao atravessar determinada espessura da atmosfera terrestre, sendo o primeiro a constatar o que hoje se conhece como Lei de Beer-Lambert. Concluiu que a luz do Sol é 300 000 vezes mais intensa que a da Lua, fazendo algumas das primeiras medições em fotometria. Em 1730, tornou-se professor de hidrografia em Le Havre e sucedeu Pierre Louis Maupertuis como geômetra associado da Academia de Ciências. Também inventou um heliômetro, posteriormente aperfeiçoado por Joseph von Fraunhofer. Mais tarde, assumiu em Paris o posto na Academia que havia pertencido a Maupertuis.
O Mémoire que Bouguer apresentou à Academia de Ciências em 1734, publicado em 1736, foi o primeiro tratado sobre a teoria de cúpulas.
Em 1735, Bouguer partiu com Charles Marie de La Condamine em missão científica para o Peru — a Missão Geodésica Francesa — para medir o comprimento de um grau de latitude no arco de meridiano próximo ao Equador. Passou dez anos nessa empreitada, relatada em 1749 na obra La figure de la terre (em francês, “a figura da Terra”).
Em 1746, publicou o primeiro tratado sobre arquitetura naval, Traité du navire, que, entre outras contribuições, explicou pela primeira vez o uso do metacentro como indicador de estabilidade de navios. Seus escritos posteriores versaram quase todos sobre teoria de navegação e arquitetura naval.
Em janeiro de 1750, foi eleito Fellow of the Royal Society.

## Reconhecimento
Em sua homenagem, um cratera em Marte recebeu o nome de Bouguer. Uma cratera lunar e o asteroide 8190 Bouguer também receberam seu nome.
O termo meteorológico halo de Bouguer (também conhecido como halo de Ulloa, em referência a Antonio de Ulloa, o espanhol que participou da expedição na América do Sul) designa um fenômeno raro que o observador pode ver ocasionalmente no nevoeiro quando o Sol emerge (por exemplo, em uma montanha) e se olha em direção ao ponto antisolar — efetivamente, um “arco de névoa” (em vez de um arco-íris). É “um fenômeno meteorológico observado com pouca frequência: um anel branco, arcado ou completo, de raio 39°, centrado no ponto antisolar. Quando observado, costuma ser um anel externo ao anticorona”.
A expressão anomalia de Bouguer, que se refere a pequenas variações regionais no campo gravitacional terrestre decorrentes de diferenças de densidade nas rochas subjacentes, tem o seu nome.

## Publicações

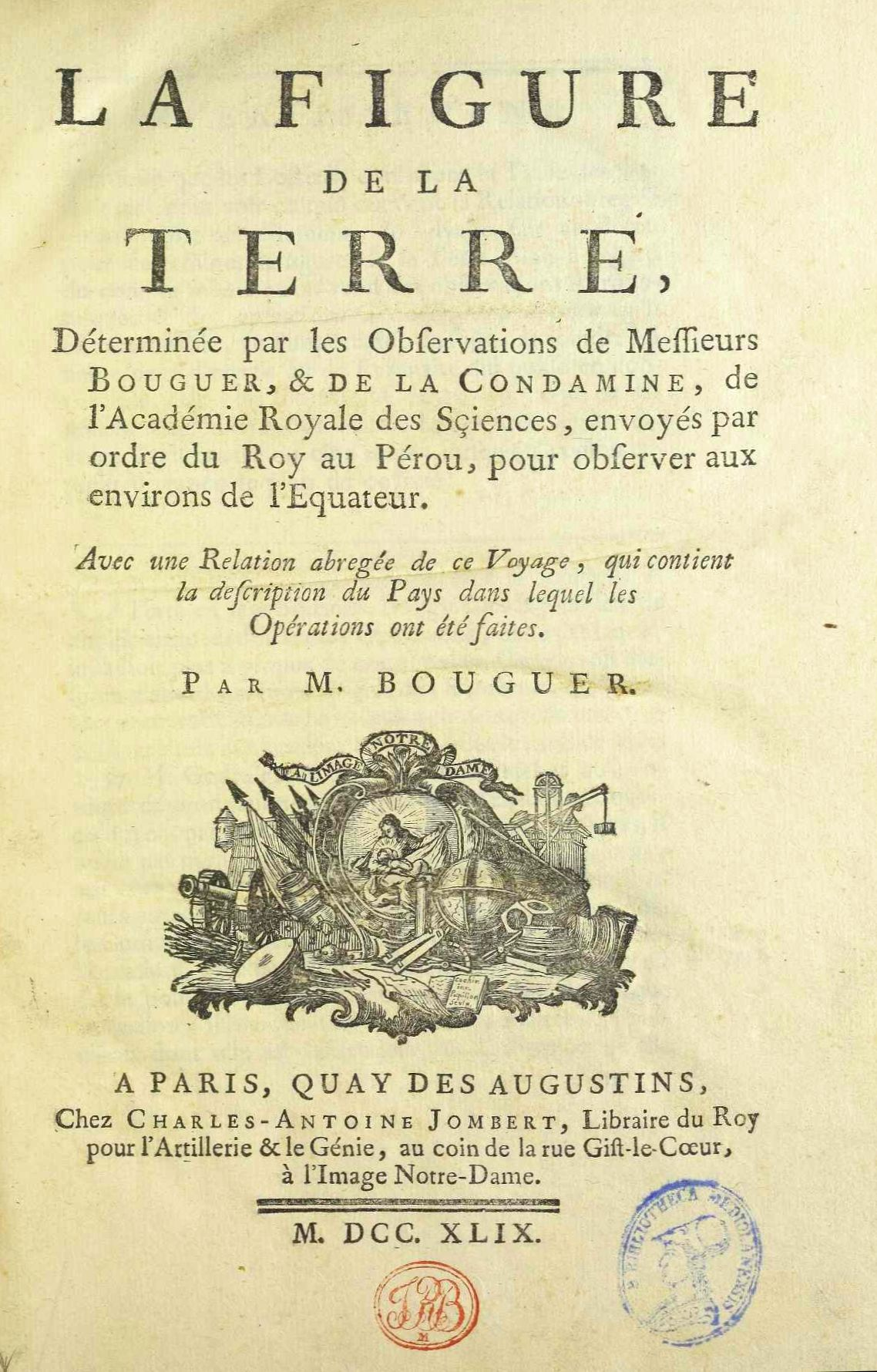
La Figure de la terre, 1749

- Entretiens sur la cause de l'inclinaison des orbites des planètes. Où l'on répond à la question proposée par l'Académie royale des sciences, pour le sujet du prix des années 1732 et 1734, 1724 — Online, edição de 1748
- De la mâture des vaisseaux, pièce qui a remporté le prix de l'Académie royale des sciences proposé pour l'année 1727, 1727
- Essai d'optique sur la gradation de la lumière, 1729
- Traité du navire, de sa construction et de ses mouvemens, 1746
- Nouveau Traité de navigation, contenant la théorie et la pratique du pilotage, revisto e abreviado pelo Abade Lacaille, 1753 — Online, edição de 1760.
- La figure de la Terre, déterminée par les observations de Messieurs Bouguer, et de La Condamine, de l'Académie royale des sciences, envoyés par ordre du Roy au Pérou, pour observer aux environs de l'équateur, avec une Relation abrégée de ce voyage, qui contient la description du pays dans lequel les opérations ont été faites, 1749
- De la Manœuvre des vaisseaux, ou Traité de méchanique et de dynamique ; dans lequel on réduit à des solutions très simples les problèmes de marine les plus difficiles, qui ont pour objet le mouvement du navire, 1757
- Traité d'optique sur la gradation de la lumière, publicado pelo Abbé de Lacaille, 1760 — Póstumo